# هیولای هالیوود
هیولای هالیوود (به انگلیسی: Hollywood-Monster) یک فیلم کمدی ترسناک محصول سال ۱۹۸۷ به کارگردانی و نویسندگی رولاند امریش با بازی جیسون لایولی، جیل ویتلو، تیم مک‌دانیل و پال گلیسون است.
این فیلم محصول مشترک آلمان غربی و ایالات متحده بود و در ۲۵ ژوئن ۱۹۸۷ در آلمان اکران سینمایی شد. در نهایت در ۷ فوریه ۱۹۹۰ به صورت ویدئو کاست در ایالات متحده منتشر شد.

## داستان
دو پسر عموی فرد و وارن با هم در هالیوود زندگی می‌کنند. فرد، کارگردان مشتاق فیلم‌های ترسناک با مهارت‌های توسعه یافته در SFX و انیمیشن سازی، ناامیدانه تلاش می‌کند اولین فیلم خود را در خانه آنها فیلمبرداری کند، اما وارن، که نقش قهرمان مرد اصلی را بازی می‌کند، به معاشقه با لوری، بازیگر اصلی ادامه می‌دهد. وقتی او دیگر نمی‌تواند تحمل کند، پروژه تمام شده‌است و صورت حساب‌ها در حال انباشته شدن هستند.
وارن به‌طور ناگهانی برای خواندن وصیت نامه پدربزرگش فراخوانده می‌شود. پسرها در نهایت یک ساعت قدیمی دارند که روح لوئیس، پیشخدمت بد شکل پدربزرگ وارن در آن ساکن است. روح خیرخواه که در شب به فرد ظاهر شد و همچنین به فلاش بک از روز مرگ او و پدربزرگ وارن کارل را نشان داد که کارل خود را مسموم کرد و با تمام پول خود در زیرزمین مهر و موم کرد تا از دستیابی خانواده‌اش جلوگیری کند. و متأسفانه ساقی با افتادن از پله‌ها می‌میرد. این رؤیا باعث الهام گرفتن فرد در ساخت فیلمنامه جدیدی می‌شود که برای آن نسخه ای متحرک از ساقی می‌سازد که روحش ساکن است.